# Grönvik, Korsholm

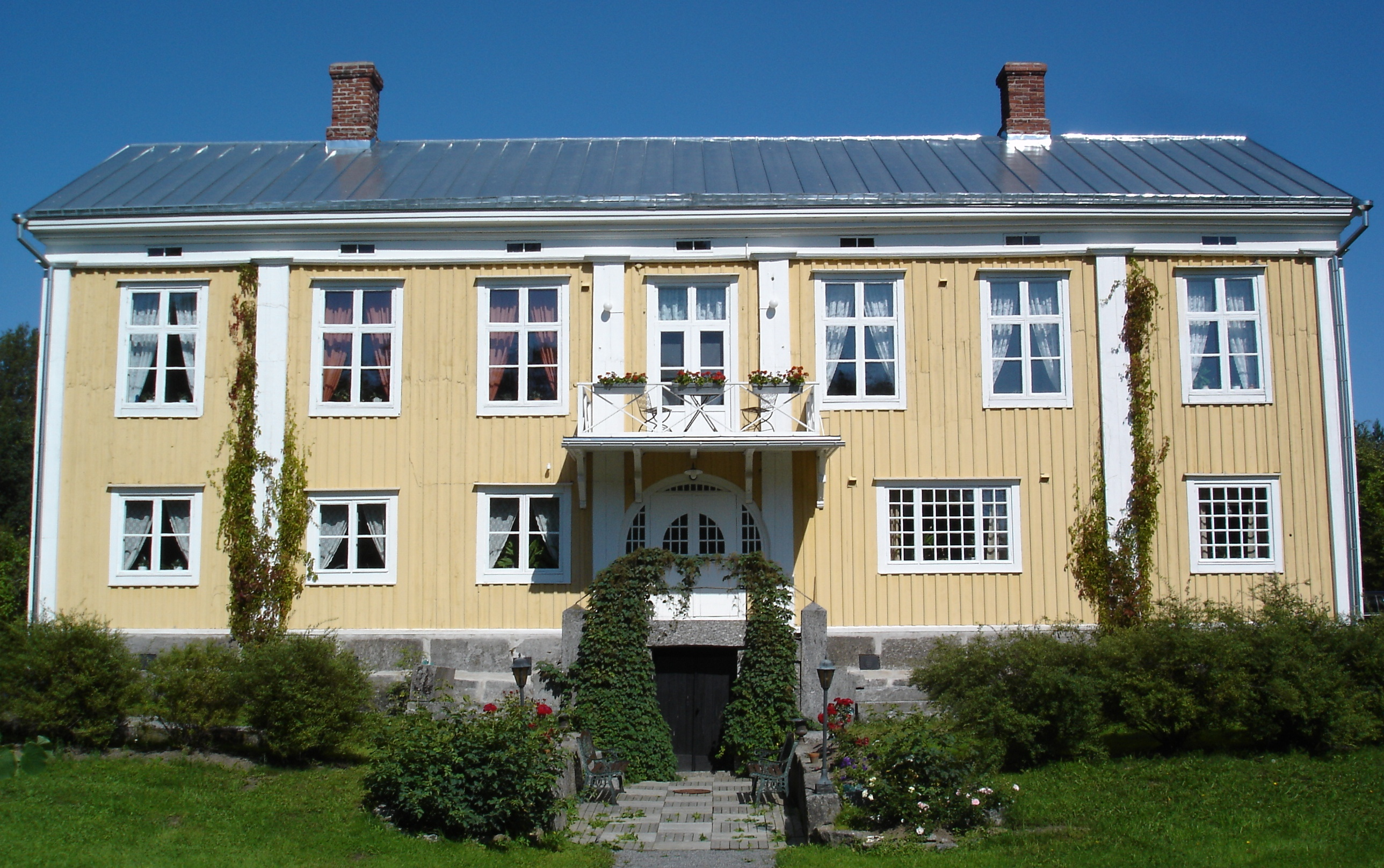
Grönvik gård från slutet av 1700-talet.

Grönvik är en avskild del av Iskmo by i Korsholms kommun, cirka 15 kilometer norr om Vasa, i Finland. 
Grönvik har huvudsakligen svenskspråkig befolkning och invånarantalet är cirka 80 personer. Grönvik ligger på en omkring 3 kilometer lång sträcka vid kusten och sträcker sig ungefär 600 meter in mot land. Större delen av marken låg under vattnet fram till 1500-talet, då den genom landhöjningen reste sig över vattenytan. 

## Grönvik före glasbruket
Haltijabacken i Grönvik var i fornfinsk tro hemvist för en lokal rådare, Haltija, som ansvarade för att invånarna i trakten kunde leva ohotat.
I Grönvik bodde i slutet av 1700-talet flera välbärgade personer från Vasa, bland andra hovrättsassessorn i Vasa Johan Casimir de la Chapelle, se nedan om Grönvik Gård.
Haltias eller Haltiasback, har fått sitt namn efter Grönviks kanske skickligaste fönsterglasblåsare Petter Haltia ,som glasbrukets ägare Axel Grönberg anställde senare delen av 1800-talet. Petter Haltia och hans familj hade egen stuga på backen nära den plats där familjen Moliis hus i dag, 2014, står. 
hänvisningen till haltija i detta fall äger ingen grund.

## Grönvik glasbruk
Den 30 juli 1812 fick storköpmannen och redaren Johan Grönberg (1777–1845) av regeringen manufakturprivilegier, vilka var nödvändiga för att grunda ett glasbruk. Bruket uppfördes 1813 och var under slutet av 1800-talet var det största i Norden. Vid stränderna i Grönvik fanns mycket sand och kisel, vilka behövdes för glastillverkningen. De stora skogarna i Iskmo var likaså viktiga för ett glasbruks bränsleförsörjning.
I trakten fanns fina hamnmöjligheter, vilket behövdes för utskeppning av glasprodukterna. I samband med bruket fanns också ett båtbyggeri, för en tid ett mindre lergodsgjuteri och 1828–1876 ett lumppappersbruk i Södra Jungsund.
I början tillverkades här flaskor och dricksglas, på 1890-talet övergick man i huvudsak till fönsterglas. Glasbruket tillverkade som första fabrik i Finland pressglas, vilket skedde från 1840-talet. Bruket eldhärjades 1887, 1890 och 1891 vilket gav förutom ekonomiska förluster gav möjlighet till förnyelse. I ett skede i slutet av 1800-talet var man nordens största fönsterglastillverkare .I början av 1900-talet arbetade där ca 100 personer, men bruket kunde inte utnyttja sin kapacitet på grund av överproduktion i landet vilket orsakade statlig kvottilldelning ,dessutom tillkom nya tullar i utlandet vilket inverkade på exportmöjligheterna. Tillverkningsmetoderna var effektiva i och med den nya bassängtekniken samt gasuppvärmning som Axel Grönberg anammat från Belgien. Grönvik glasbruk gick i konkurs 1903 och lades ner i april år 1907. 
Glasbruket motverkade emigration från bygden då den sysselsatte ett stort antal människor i Jungsund och Iskmo. Därutöver fanns också anställda från Belgien, Frankrike, Tyskland och Sverige.

## Grönvik efter glasbrukets nedläggning

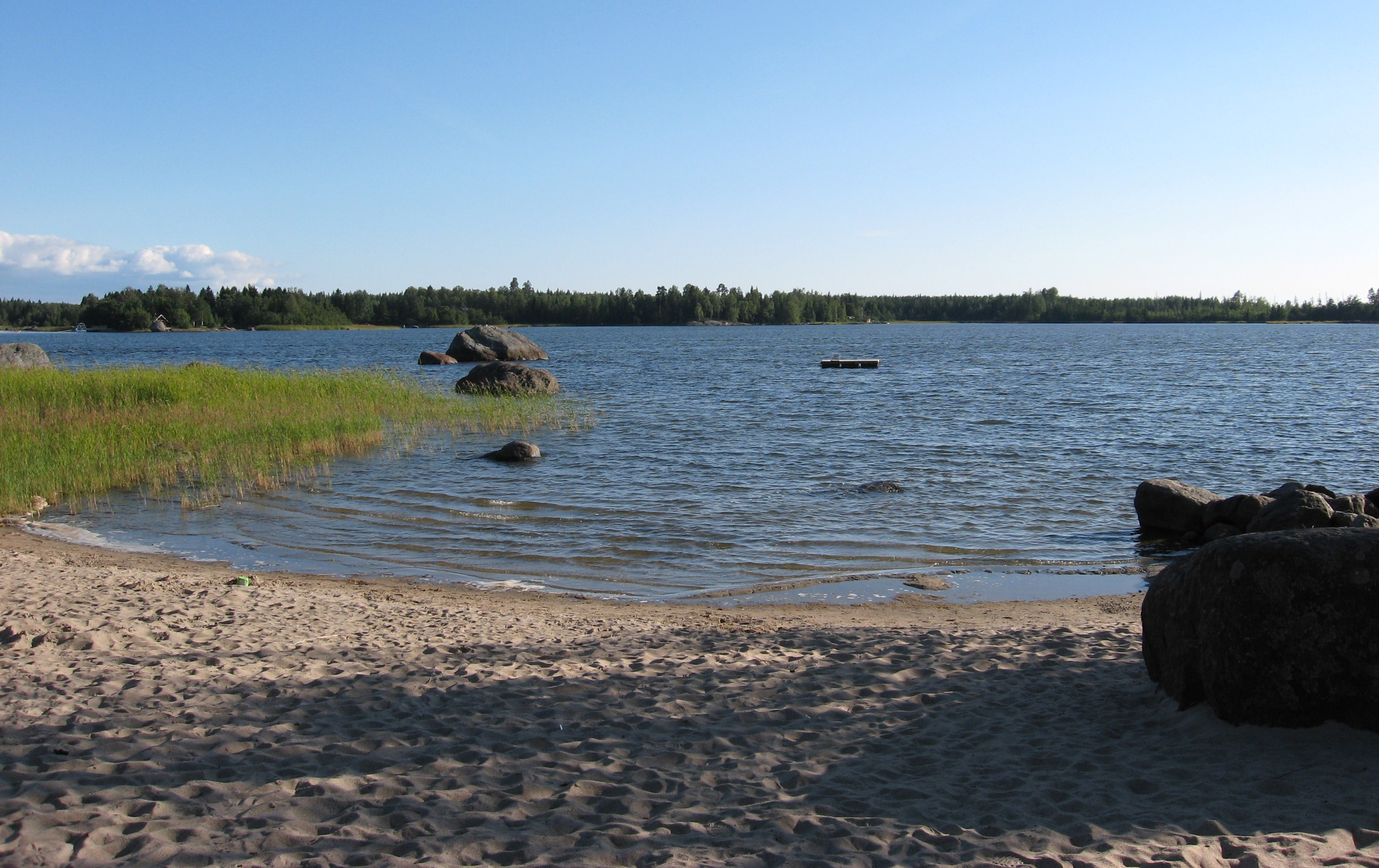
Simstranden med utsikt över Grönvikfladan.

Efter glasbrukets nedläggning köptes 1917 herrgården och den omgivande trädgården av Erik von Troil, medan övriga ägor så småningom såldes till bland annat lokala bönder. Under 1970- och 1980-talen skedde en livlig inflyttning och kring 1980 drogs Alskatvägen, från Vasa till Replot/Björköby, genom Grönvik. I byn finns en badstrand, på vilken organisationen Folkhälsan ordnar simskola om somrarna.

## Grönvik gård
Grönvik herrgård är uppförd ca 1780, för en hovrättsassessor i Vasa, Johan Casimir de la Chapelle, och påbyggd under 1800-talet då det fungerade som glasbrukets huvudbyggnad. Herrgården med den omgivande trädgården ägdes i tre generationer av släkten Grönberg som drev glasbruket och i tre generationer av släkten von Troil, därefter i två generationer av släkten Savonheimo och köptes i slutet av 1990-talet av familjen Hästbacka.
Både på herrgården och på en skogsväg bakom den har observerats det som påstås vara spöken. Detta har flera gånger uppmärksammats i de lokala tidningarna.